# NGC 5134
NGC 5134 é uma galáxia espiral barrada (SBb) localizada na direcção da constelação de Virgo. Possui uma declinação de -21° 08' 05" e uma ascensão recta de 13 horas, 25 minutos e 18,5 segundos.
A galáxia NGC 5134 foi descoberta em 10 de Março de 1785 por William Herschel.